# Адриан Сутил
Адриан Сутил (на немски: Adrian Sutil) е германски пилот от Формула 1, роден на 11 януари 1983 година в Старнберг, Германия.
Адриан Сутил е син на музиканти и като малък е свирел на пиано. Започва да кара картинг на 14 години. През 2002 е включен в сериите на швейцарската Формула Форд 1800, като печели всички 10 кръга от сезона. Германският пилот има и 5 победи във Формула Мастър Австрия. Сутил говори германски, английски и испански език. Знае също малко италиански. Неговите най-добри приятели са Люис Хамилтън с когото са били съотборници в отбора на ASM във Формула 3 и германеца Нико Росберг от Уилямс. Състезавал се е за отбори от несъществуващите тимове на Джордан, Спайкър Ф1 и Форс Индия. Междувременно най-доброто постижение във Формула 1 е за Голямата награда на Италия където завърши на 4-то място зад пилотите на Браун ГП Рубенс Барикело и Дженсън Бътън и Кими Райконен от Ферари. Най-добрата позиция в квалификацията е също за Италианската ГП където постигна 2-място точно зад своя приятел от Макларън]-Мерцедес Люис Хамилтън което е най-доброто му класиране както и 4-тото мястов състезанието.
През сезон 2010 Адриан Сутил заедно с Витантонио Лиуци ще бъдат съотборници във Форс Индия. Сутил се класира на 10-о място в първите две състезания, но сблъсък с Роберт Кубица в Бахрейн и отпадане поради механически проблем означава, че той не е взел никакви точки. Обаче Сутил коментира че представянето се подобрява и тимът може да постигне точки на сухи състезания. Това изказване е потвърдено с пета позиция в Малайзия. В Китай той финишира на 11-а позиция докато в Барселона и Монако завърши 7-и и 8-и. Сутил отново финишира в точките с 9-о място в Турция.